# Torrecilla de la Torre
Torrecilla de la Torre é um município da Espanha na província de Valladolid, comunidade autónoma de Castela e Leão, de área 7,28 km² com população de 30 habitantes (2007) e densidade populacional de 4,26 hab/km².

## Demografia
| Variação demográfica do município entre 1991 e 2004 | Variação demográfica do município entre 1991 e 2004 | Variação demográfica do município entre 1991 e 2004 | Variação demográfica do município entre 1991 e 2004 |
| --------------------------------------------------- | --------------------------------------------------- | --------------------------------------------------- | --------------------------------------------------- |
| 1991                                                | 1996                                                | 2001                                                | 2004                                                |
| 47                                                  | 39                                                  | 32                                                  | 31                                                  |